# Семекеево (Тукаевский район)
Семекеево (тат. Сәмәкәй) — село в Тукаевском районе Республики Татарстан России. Административный центр Семекеевского сельского поселения.

## География
Село находится в северо-восточной части Татарстана, в лесостепной зоне, на левом берегу реки Ургуды, при автодороге 16К-1552, на расстоянии примерно 18 километров (по прямой) к юго-востоку от города Набережные Челны, административного центра района. Абсолютная высота — 97 метров над уровнем моря.

### Климат
Климат характеризуются как умеренно континентальный, с продолжительной холодной зимой и коротким жарким летом. Среднегодовая температура воздуха составляет 4 °С. Средняя температура воздуха самого холодного месяца (января) — −11,4 °C; самого тёплого месяца (июля) — 19,7 °C. Безморозный период длится в течение 143 дней. Среднегодовое количество атмосферных осадков составляет 551 мм, из которых 362 мм выпадает в период с апреля по октябрь. Снежный покров держится около 152 дней.

### Часовой пояс
Село Семекеево, как и весь Татарстан, находится в часовой зоне МСК (московское время). Смещение применяемого времени относительно UTC составляет +3:00.

## История
По сведениям переписи 1897 года, в деревне Семикеева Мензелинского уезда Уфимской губернии жили 1133 человека (569 мужчин и 564 женщины), все мусульмане.

## Население
Население села Семекеево в 2015 году составляло 318 человек.

### Национальный состав
Согласно результатам переписи 2002 года, в национальной структуре населения татары составляли 97 % из 320 чел.